# Bim le petit âne
Pour les articles homonymes, voir Bim.
Pour plus de détails, voir Fiche technique et Distribution.
Bim le petit âne est un film français réalisé par Albert Lamorisse et sorti en 1950. Le commentaire du film a été écrit en collaboration avec Jacques Prévert. Il s'agit du deuxième film de ce réalisateur.

## Synopsis
Dans une île d'un pays d'Orient, un jeune garçon pauvre ne possède qu'un petit âne, Bim, qui partage tous ses jeux. Mais Bim est le plus beau des ânes et le fils du caïd le convoite. Les deux amis auront fort à faire pour rester ensemble.
À noter que bhim est le mot arabe désignant l'âne.

## Fiche technique
- Titre original : Bim le petit âne
- Réalisateur : Albert Lamorisse
- Assistant réalisateur : Roger Mauge
- Scénaristes : Albert Lamorisse et Jacques Prévert
- Auteurs du commentaire : Albert Lamorisse et Jacques Prévert
- Photographie : André Costey et Guy Tabary
- Son : René Sarazin
- Compositeur de la musique originale : Mohamed Iguerbouchen
- Monteur : Marity Cléris
- Société de production : Société française du cinéma pour la jeunesse
- Directeur de production : Georges Derocles
- Format : Muet  - Son mono - 35 mm - Noir et blanc
- Genre : fiction, Film dramatique, moyen-métrage
- Durée : 48 min
- Date de sortie : 7 février 1951 (en complément de La Rose rouge de Marcello Pagliero)

## Distribution
- Voix du narrateur : Jacques Prévert